# 夏目一人
夏目 一人（なつめ かずと、1972年7月6日 - ）は、日本の実業家・クリエイター。カルチュラル・クリエイティブス株式会社代表、ギブネスジャパン株式会社代表、サイリバーメディア・マーケティング株式会社代表、一般財団法人夏目漱石代表理事などを務めた。

## 経歴
東京都渋谷区出身。博報堂に勤務後、広告クリエイターとして活動する。
その後、カルチュラル・クリエイティブス株式会社を設立し、その代表として活動している。2008年には消費者の購入額に応じて企業がチャリティ活動を行う事業を展開した。

## 一般財団法人夏目漱石

### 財団の設立
曾祖父にあたる夏目漱石の権利等の管理を目的として、「一般財団法人夏目漱石」を設立し、自らが理事に就任し、ホームページには事業内容として漱石の人格権や肖像権などの管理や漱石記念館の設立などを挙げた。これらに加えて、漱石賞や漱石検定も手がけるとしていた。さらに、2009年8月には、「夏目漱石」の商標登録を申請した。

### 漱石の遺族の反応
漱石の遺族のうち、夏目房之介（漱石の孫）、松岡陽子マックレイン（漱石の孫）、半藤末利子（漱石の孫）、半藤一利（末利子の夫）、漱石の四女の長女（漱石の孫）、夏目純一の長女（漱石の孫）、房之介の長男（漱石の曾孫）、夏目伸六の二女の長女（漱石の曾孫）、漱石の兄の孫（漱石の大甥）らは財団の設立に反対した。
彼らによると、財団の設立趣意書には著作権を初めとする権利関係の管理がうたわれているが、夏目漱石の著作権は終戦直後に消滅しているので、何を管理するのか不明であるという。たとえば、財団側は主要事業の一つとして「漱石に関する人格権、肖像権、商標権、意匠権その他無体財産権の管理」を挙げていたが、房之介は人格権が相続不可である点を指摘し、財団の設立目的に疑問を呈した。さらに、房之介は、漱石に纏わる権利が相続可能だったと仮定しても、一部の者のみが占有することはできないと指摘した。異議を表明した理由については、「権利と社会共有の利益のバランスをどう考えるのかということを問いかけるためにも、自分の社会的責務を果たさなければならないと考えました」と取材に答えた。この事件は、中国共産党中央委員会の機関紙『人民日報』のインターネット版『人民網』にも「日本著名作家夏目漱石後代囲繞利用祖先産生糾紛」として報道された。

### 夏目一人の反論
夏目房之介がブログで表明した財団設立に反対する見解に対して、ブログ記事の削除を要求するコメントが書き込まれたが、『週刊ポスト』の報道によると、ブログの削除を要求したのは夏目一人自身だとされている。また、朝日新聞の取材に対して、「財団設立に際し親族間の行き違いがあり、現在当事者間の話し合いを進めているところです」とコメントした。

### 第三者の反応
漱石が晩年に過ごした漱石山房を復元して、記念館的な建物にしようという取り組みを進めていた東京都新宿区では、文化観光国際課が2009年7月7日、「新宿区と、この財団法人とは、一切の関係はありません」とのお知らせをサイト上に掲載し、同課課長は、「寄付金を募ったり、フォーラムを開催したりするなど、財団の事業概要とよく似ているので、一緒にやっていると誤解されては困ると考えました」とその理由を説明した。
文芸評論家の坪内祐三は、財団を巡る騒ぎについて「漱石の子孫が、バカな騒動を」引き起こしたと論評した。坪内は、一人の祖父である伸六が漱石全集を勝手に出版して岩波書店とトラブルになったことなどを引き合いに出し、「今回の商標登録騒動も、『また来たか、夏目家が……』と思ったな」 と語った。ただし、坪内は、房之介らが財団設立に反対している点もフォローしている。坪内と対談した福田和也も、半藤末利子が財団設立に反対している点を指摘したうえで、「名前や肖像権を登録して、一族が財団で管理するとかって発想、最悪だよね」と批判した。
『2ちゃんねる』初代管理人である西村博之は、一連の財団騒動などを踏まえたうえで、一人が「自分の行動に対して、周りの人がどういう対応をするかを想像ができない人」ではないかと推測した 。

### 財団の解散
2009年10月、一般財団法人夏目漱石は、法人として解散することを決定し、申請していた「夏目漱石」の商標登録も、断念することを決めた。一連の騒動について、夏目房之介は、「一般財団法人の設立や著名人の商標登録は敷居が低いため、今後も似たことが起こりかねない。文化継承と権利のバランスをきちんと議論するべきだろう」と話した。
2011年10月、房之介のブログ『夏目房之介の「で？」』に、公式に財団閉鎖の手続きが終了したとの報告を受けたことが報告されたが、夏目一人自身は「房之介と一度も会話したことがない」という。

## 人物

### ツイッターでの発言
テレビ番組で見かけたオンラインゲームのユーザーに対して「オタク犯罪者の変態」と発言した。また、自身に対してコメントした利用者に対して「なんか文句あんの! なあバカねえちゃん!?」などと攻撃した。さらに、夏目を批判した別の利用者に対しては「フォロワー少ないくせに、このババア笑える」と暴言で反論した。
株式会社ニワンゴ取締役の西村博之は、夏目一人の一連の言動について「ツイッターで快進撃を続けている」と表現したうえで、「『他人が読んだら、どう思うのか』というのをまったく想定しないタイプ」と分析した。

### 縁戚関係
作家の夏目漱石は曾祖父にあたり、編集者・随筆家の夏目伸六は祖父にあたる。『リアルライブ』によると、一人は伸六の娘の長男にあたるという。伸六の娘（一人の母）は、一般財団法人夏目漱石の評議員などを務めた。母親のいとこには漫画評論家の夏目房之介、文学者の松岡陽子マックレイン、エッセイストの半藤末利子などがいる。それ以外にも、作家の半藤一利は母親の義理のいとこ、作家の松岡譲は母親の義理の伯父、建築家の鈴木禎次は母親の義理の大叔父にあたるなど、縁戚関係にある著名人は多い。
親族
- 曾祖父：夏目漱石（小説家）
- 曾祖母：夏目鏡子（随筆家。漱石の妻）
- 祖父：夏目伸六（随筆家。漱石の二男）
- 大伯父：夏目純一（バイオリン奏者。漱石の長男）
- 従伯母：松岡陽子マックレイン（文学者。漱石の長女の二女）
- 従伯母：半藤末利子（随筆家。漱石の長女の四女）
- 従伯父：夏目房之介（漫画家・評論家。純一の長男）
- 又従姉：Emi（音楽家。純一の長女の子）

|                 |                 |                 |                 |                 |                 |  |  | 夏目鏡子        | 夏目鏡子        | 夏目鏡子        | 夏目鏡子        | 夏目鏡子        | 夏目鏡子        |          |          | 夏目漱石   | 夏目漱石   | 夏目漱石   | 夏目漱石   | 夏目漱石   | 夏目漱石   |  |  |            |            |            |            |                 |                 |                 |                 |                       |                       |                       |                       |                       |                       |  |  |  |  |  |  |  |  |  |  |  |  |  |  |  |  |  |  |  |  |  |  |  |  |  |  |  |  |  |  |  |  |
|                 |                 |                 |                 |                 |                 |  |  | 夏目鏡子        | 夏目鏡子        | 夏目鏡子        | 夏目鏡子        | 夏目鏡子        | 夏目鏡子        |          |          | 夏目漱石   | 夏目漱石   | 夏目漱石   | 夏目漱石   | 夏目漱石   | 夏目漱石   |  |  |            |            |            |            |                 |                 |                 |                 |                       |                       |                       |                       |                       |                       |  |  |  |  |  |  |  |  |  |  |  |  |  |  |  |  |  |  |  |  |  |  |  |  |  |  |  |  |  |  |  |  |
|                 |                 |                 |                 |                 |                 |  |  |                 |                 |                 |                 |                 |                 |          |          |            |            |            |            |            |            |  |  |            |            |            |            |                 |                 |                 |                 |                       |                       |                       |                       |                       |                       |  |  |  |  |  |  |  |  |  |  |  |  |  |  |  |  |  |  |  |  |  |  |  |  |  |  |  |  |  |  |  |  |
|                 |                 |                 |                 |                 |                 |  |  |                 |                 |                 |                 |                 |                 |          |          |            |            |            |            |            |            |  |  |            |            |            |            |                 |                 |                 |                 |                       |                       |                       |                       |                       |                       |  |  |  |  |  |  |  |  |  |  |  |  |  |  |  |  |  |  |  |  |  |  |  |  |  |  |  |  |  |  |  |  |
| 夏目伸六        | 夏目伸六        | 夏目伸六        | 夏目伸六        | 夏目伸六        | 夏目伸六        |  |  |                 |                 |                 |                 | 夏目純一        | 夏目純一        | 夏目純一 | 夏目純一 | 夏目純一   | 夏目純一   |            |            |            |            |  |  |            |            |            |            | （漱石の 長女） | （漱石の 長女） | （漱石の 長女） | （漱石の 長女） | （漱石の 長女）       | （漱石の 長女）       |                       |                       |                       |                       |  |  |  |  |  |  |  |  |  |  |  |  |  |  |  |  |  |  |  |  |  |  |  |  |  |  |  |  |  |  |  |  |
| 夏目伸六        | 夏目伸六        | 夏目伸六        | 夏目伸六        | 夏目伸六        | 夏目伸六        |  |  |                 |                 |                 |                 | 夏目純一        | 夏目純一        | 夏目純一 | 夏目純一 | 夏目純一   | 夏目純一   |            |            |            |            |  |  |            |            |            |            | （漱石の 長女） | （漱石の 長女） | （漱石の 長女） | （漱石の 長女） | （漱石の 長女）       | （漱石の 長女）       |                       |                       |                       |                       |  |  |  |  |  |  |  |  |  |  |  |  |  |  |  |  |  |  |  |  |  |  |  |  |  |  |  |  |  |  |  |  |
|                 |                 |                 |                 |                 |                 |  |  |                 |                 |                 |                 |                 |                 |          |          |            |            |            |            |            |            |  |  |            |            |            |            |                 |                 |                 |                 |                       |                       |                       |                       |                       |                       |  |  |  |  |  |  |  |  |  |  |  |  |  |  |  |  |  |  |  |  |  |  |  |  |  |  |  |  |  |  |  |  |
| （伸六の 長女） | （伸六の 長女） | （伸六の 長女） | （伸六の 長女） | （伸六の 長女） | （伸六の 長女） |  |  | （純一の 長女） | （純一の 長女） | （純一の 長女） | （純一の 長女） | （純一の 長女） | （純一の 長女） |          |          | 夏目房之介 | 夏目房之介 | 夏目房之介 | 夏目房之介 | 夏目房之介 | 夏目房之介 |  |  | 半藤末利子 | 半藤末利子 | 半藤末利子 | 半藤末利子 | 半藤末利子      | 半藤末利子      |                 |                 | 松岡陽子 マックレイン | 松岡陽子 マックレイン | 松岡陽子 マックレイン | 松岡陽子 マックレイン | 松岡陽子 マックレイン | 松岡陽子 マックレイン |  |  |  |  |  |  |  |  |  |  |  |  |  |  |  |  |  |  |  |  |  |  |  |  |  |  |  |  |  |  |  |  |
| （伸六の 長女） | （伸六の 長女） | （伸六の 長女） | （伸六の 長女） | （伸六の 長女） | （伸六の 長女） |  |  | （純一の 長女） | （純一の 長女） | （純一の 長女） | （純一の 長女） | （純一の 長女） | （純一の 長女） |          |          | 夏目房之介 | 夏目房之介 | 夏目房之介 | 夏目房之介 | 夏目房之介 | 夏目房之介 |  |  | 半藤末利子 | 半藤末利子 | 半藤末利子 | 半藤末利子 | 半藤末利子      | 半藤末利子      |                 |                 | 松岡陽子 マックレイン | 松岡陽子 マックレイン | 松岡陽子 マックレイン | 松岡陽子 マックレイン | 松岡陽子 マックレイン | 松岡陽子 マックレイン |  |  |  |  |  |  |  |  |  |  |  |  |  |  |  |  |  |  |  |  |  |  |  |  |  |  |  |  |  |  |  |  |
| 夏目一人        | 夏目一人        | 夏目一人        | 夏目一人        | 夏目一人        | 夏目一人        |  |  | Emi             | Emi             | Emi             | Emi             | Emi             | Emi             |          |          |            |            |            |            |            |            |  |  |            |            |            |            |                 |                 |                 |                 |                       |                       |                       |                       |                       |                       |  |  |  |  |  |  |  |  |  |  |  |  |  |  |  |  |  |  |  |  |  |  |  |  |  |  |  |  |  |  |  |  |